# Adelskrone

Adelskrone mit fünf Perlen

Adelskrone mit Blättern und Perlen, sog. „Blätterkrone“

Die Adelskrone ist eine neunzackige Krone für den Grafenstand, eine siebenzackige Krone für den Freiherrenstand und eine fünfzackige Krone für den nicht titulierten Adel. Seit der Neuzeit sind Adelskronen nur noch Helmzierde der Heraldik. Die Adelskrone ist die unterste Stufe der Rangkronen.
Die Adelskrone des untitulierten Uradels besteht aus einem mit Perlen und Edelsteinen besetzten Goldreif, der oben mit acht Zinken versehen ist, von denen fünf sichtbar sind. Davon sind die mittleren und die äußeren blätterartig gebildet, während die anderen Perlen tragen  („Blätterkrone“). Bei dem sogenannten Briefadel wurden die Blätter durch Perlen ersetzt.
Im Wappen des polnischen Adels war die Adelskrone ein unverzichtbares Element.
Zu den höherstufigen Kronen (Herzogs- und Fürstenkrone) siehe Rangkrone.